# Ramponio Verna
Ramponio Verna är en tidigare kommun i kommunen Alta Valle Intelvi i provinsen Como i regionen Lombardiet i Italien. 
Ramponio Verna upphörde som kommun den 1 januari 2017 och bildade med de tidigare kommunerna Lanzo d'Intelvi och Pellio Intelvi den nya kommunen Alta Valle Intelvi. Den tidigare kommunen hade 465 invånare (2016). Ramponio och Verna är frazioni i den nya kommunen.